# Heinrich Bach
Pour les articles homonymes, voir Bach (homonymie).
Heinrich Bach, né le 16 septembre 1615 à Wechmar et mort le 10 juillet 1692 à Arnstadt, est un organiste et compositeur allemand de la famille Bach. Il est le grand oncle de Jean-Sébastien Bach et le grand-père de Maria Barbara Bach qui sera la première épouse de celui-ci.

## Biographie
Heinrich Bach est à l'origine de la lignée des Bach d'Arnstadt. Fils de Johannes, il est frère de Johann et de Christoph, grand-père paternel de Jean-Sébastien.
Il fut un organiste très réputé à Erfurt, puis à la Liebfrauenkirche d'Arnstadt.
On lui doit des motets, des chorals, des préludes de choral, de nombreux concertos, ainsi qu'une cantate « Ich danke dir, Gott » dont le style se rapproche des premières œuvres de Heinrich Schütz, avec opposition d'un chœur de solistes à l'ensemble du ripieno, cordes et basse continue.
Il a eu six enfants dont trois musiciens.